# Prebbleton
Prebbleton – miasto w Nowej Zelandii, na Wyspie Południowej, w regionie Canterbury.